# Ted Haworth
Ted Haworth (Cleveland, 26 de setembro de 1917 — Provo, 18 de fevereiro de 1993) é um diretor de arte estadunidense. Venceu o Oscar de melhor direção de arte na edição de 1958 por Sayonara, ao lado de Robert Priestley.